# Беломышечная болезнь
Беломышечная болезнь (известная также как пищевая мышечная дистрофия и пищевая миопатия) — острое неинфекционное заболевание молодняка сельскохозяйственных животных, связанное с нарушением обмена веществ в организме и поражением мышц (включая миокард), кровеносной системы и центральной нервной системы. У заболевших животных мышечная ткань бледная с белыми прожилками — участками некроза, что и послужило причиной такого названия.

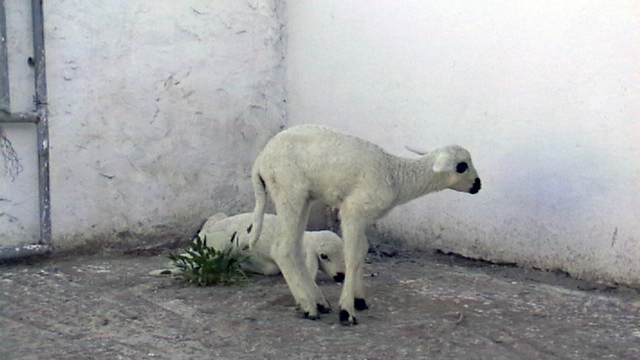
Ягнята, поражённые беломышечной болезнью: ближний стоит максимально выгнув спину, дальний лежит и практически обездвижен

Случаи заболевания животных беломышечной болезнью регистрировались практически по всей планете: в Российской Федерации, Соединённых Штатах Америки, в Великобритании и её бывших колониях: Австралии, Новой Зеландии, а также в других странах мира.
Причиной появления беломышечной болезни у молодняка в первые недели жизни является нехватка витамина Е и селена в организме беременных самок. Селен присутствует в ядре клеток и взаимодействует с витаминами, ферментами и биологическими мембранами, а также участвует в регуляции обмена веществ и в окислительно-восстановительных процессах. Связь между недостатком селена и беломышечной болезнью впервые установили советский и российский учёный-биогеохимик, лауреат премии имени А. П. Виноградова Вадим Викторович Ермаков и российский биохимик и биогеохимик доктор биологических наук, член-корреспондент ВАСХНИЛ, лауреат Ленинской премии профессор Виктор Владиславович Ковальский, опубликовав в 1974 году совместный 300-страничный труд «Биологическое значение селена». Благодаря этому открытию, рацион питания сельскохозяйственных животных, находящихся в зоне риска (телята, ягнята поросята, пушные звери, цыплята и утята), был скорректирован. Кроме того, беременным самкам и новорождённым стали делать внутримышечные инъекции селенита натрия. В результате количество заболевших заметно снизилось.
Протекание беломышечной болезни классифицируется тремя типами: острый (7—10 дней), подострый (15—30) и хронический (50—60). При острой форме смертность поголовья доходит до 90 %, в остальных случаях — до 40 %.
У заболевших беломышечной болезнью животных мутнеют глаза, дыхание учащается, снижается или полностью отсутствует аппетит, они почти не встают, наблюдается также парез конечностей и, иногда, судороги.
Для лечения беломышечной болезни животным вводят препараты селена и витамин Е, также их переводят на специальную диету. В зависимости от симптоматики ветеринарами могут применяться и другие медицинские препараты.